# Dysodia fenestratella
Dysodia fenestratella är en fjärilsart som beskrevs av W. Warren 1900. Dysodia fenestratella ingår i släktet Dysodia och familjen Thyrididae. Inga underarter finns listade i Catalogue of Life.